# كين كاميرون (نقابي)
كين كاميرون (بالإنجليزية: Ken Cameron)‏ هو نقابي بريطاني، ولد في 9 ديسمبر 1941، وتوفي في 16 مايو 2016.